# Circuito Brasileiro de Voleibol de Praia Feminino - Challenger de 2014
O Circuito Brasileiro de Voleibol de Praia - Challenger de 2014, também chamado de Circuito Banco do Brasil de Vôlei de Praia Challenger, foi a terceira edição da competição nacional de Vôlei de Praia Challenger na variante feminina iniciado em 24 de abril de 2014.

## Resultados

### Circuito Challenger
| Evento                                                               | Ouro                          | Prata                             | Bronze                          | Quarto lugar                      |
| 1ª Etapa Bauru, São Paulo 24 a 27 de abril de 2014.                  | /Vanilda Leão Ângela Lavalle  | /Rafaela Fares Érica Freitas      | /Fernanda Berti Elize Maia      | /Luciana Hollanda Andrezza Chagas |
| 2ª Etapa Ribeirão Preto, São Paulo 29 de maio a 1 de junho de 2014.  | /Duda Lisboa Carol Horta      | /Izabel Santos Camilla Bertozzi   | /Vanilda Leão Ângela Lavalle    | Michelle Carvalho Amanda Maltez   |
| 3ª Etapa Rondonópolis, Mato Grosso 24 a 27 de julho de 2014.         | /Carolina Won-Held Elize Maia | Michelle Carvalho Amanda Maltez   | /Izabel Santos Camilla Bertozzi | /Josimari Alves Luiza Amélia      |
| 4ª Etapa Campo Grande, Mato Grosso do Sul 14 a 17 de agosto de 2014. | /Vanilda Leão Ângela Lavalle  | /Luciana Hollanda Andrezza Chagas | Michelle Carvalho Amanda Maltez | /Izabel Santos Camilla Bertozzi   |